# Ярославська сільська рада (Саратський район)
Яросла́вська сільська́ ра́да — колишня  адміністративно-територіальна одиниця та орган місцевого самоврядування в Саратському районі Одеської області. Адміністративний центр — село Ярославка.

## Загальні відомості
- Територія ради: 56,06 км²
- Населення ради: 1 834 особи (станом на 2001 рік)

## Населені пункти
Сільській раді підпорядковані населені пункти:
- с. Ярославка
- с. Великорибальське

## Населення
Згідно з переписом УРСР 1989 року чисельність наявного населення сільської ради становила 1871 особа, з яких 652 чоловіки та 1219 жінок.
За переписом населення України 2001 року в сільській раді мешкали 1832 особи.

### Мова
Розподіл населення за рідною мовою за даними перепису 2001 року:
| Мова       | Відсоток |
| ---------- | -------- |
| українська | 85,77 %  |
| російська  | 10,74 %  |
| молдовська | 1,74 %   |
| болгарська | 1,47 %   |
| білоруська | 0,16 %   |
| вірменська | 0,05 %   |

## Склад ради
Рада складається з 16 депутатів та голови.
- Голова ради: Вирлан Юрій Васильович

### Керівний склад попередніх скликань
| Прізвище, ім'я, по батькові | Основні відомості                                                                                     | Дата обрання | Дата звільнення |
| --------------------------- | --- | ------------ | --------------- |
| Вирлан Юрій Васильович      | Сільський голова, 1963 року народження, освіта середня спеціальна, член Соціалістичної партії України | 26.03.2006   | 31.10.2010      |
| Вирлан Юрій Васильович      | Сільський голова, 1963 року народження, освіта середня спеціальна                                     | 31.10.2010   |                 |

Примітка: таблиця складена за даними сайту Верховної Ради України

### Депутати
За результатами місцевих виборів 2010 року депутатами ради стали:

#### За суб'єктами висування
| Суб'єкт висування                                       | Кількість обраних депутатів | %    |
| ------------------------------------------------------- | --------------------------- | ---- |
| Самовисування                                           | 6                           | 37,5 |
| Партія регіонів                                         | 3                           | 18,8 |
| Політична партія Всеукраїнське об'єднання «Батьківщина» | 3                           | 18,8 |
| Соціалістична партія України                            | 3                           | 18,8 |
| Комуністична партія України                             | 1                           | 6,3  |

#### За округами
| № округу                                                | Прізвище, ім'я, по батькові     | Дата визнання обраним | Освіта             | Партійна приналежність                        | Відомості про обраного депутата                                 |
| ------------------------------------------------------- | ------------------------------- | --------------------- | ------------------ | --------------------------------------------- | --------------------------------------------------------------- |
| Комуністична партія України                             |                                 |                       |                    |                                               |                                                                 |
| 10                                                      | Катюшев Іван Іванович           | 03.11.2010            | вища               | член Комуністичної партії України             | ТОВ «Яровіт», робітник                                          |
| Партія регіонів                                         |                                 |                       |                    |                                               |                                                                 |
| 1                                                       | Смілянська Світлана Іванівна    | 03.11.2010            | середня спеціальна | член Партії регіонів                          | Сарата РВ, інспектор                                            |
| 9                                                       | Смілянсткий Віталій Миколайович | 03.11.2010            | середня            | член Партії регіонів                          | приватний підприємець                                           |
| 13                                                      | Холостенко Юрій Степанович      | 03.11.2010            | вища               | член Партії регіонів                          | фермер                                                          |
| Політична партія Всеукраїнське об'єднання «Батьківщина» |                                 |                       |                    |                                               |                                                                 |
| 2                                                       | Ніколаєнко Юрій Петрович        | 03.11.2010            | середня            | член Всеукраїнського об'єднання «Батьківщина» | сільськогосподарський виробничий кооператив «Нива», управляючий |
| 5                                                       | Щітченко Віталій Анатолійович   | 03.11.2010            | середня спеціальна | член Всеукраїнського об'єднання «Батьківщина» | Ярославський фельдшерсько-акушерський пункт, фельдшер           |
| 11                                                      | Перелазний Юрій Іванович        | 03.11.2010            | вища               | член Всеукраїнського об'єднання «Батьківщина» | пенсіонер                                                       |
| Соціалістична партія України                            |                                 |                       |                    |                                               |                                                                 |
| 6                                                       | Смілянський Микола Миколайович  | 03.11.2010            | середня            | член Соціалістичної партії України            | тимчасово не працює                                             |
| 7                                                       | Губич Анатолій Валерійович      | 03.11.2010            | середня спеціальна | член Соціалістичної партії України            | приватний підприємець                                           |
| 15                                                      | Подгорець Лариса Валеріївна     | 03.11.2010            | середня спеціальна | член Соціалістичної партії України            | тимчасово не працює                                             |
| Самовисування                                           |                                 |                       |                    |                                               |                                                                 |
| 3                                                       | Губич Галина Михайлівна         | 03.11.2010            | середня            | позапартійна                                  | В-риб. Буд. Інт., мол. медсестра                                |
| 4                                                       | Ходос Валентина Василівна       | 03.11.2010            | вища               | позапартійна                                  | Ярославська загальноосвітня школа I-III ст., директор           |
| 8                                                       | Ходос Геннадій Васильвич        | 03.11.2010            | середня спеціальна | позапартійний                                 | ТОВ «Яровіт», директор                                          |
| 12                                                      | Смілянський Федір Андрійович    | 03.11.2010            | середня спеціальна | позапартійний                                 | В-риб. Буд. Інт., інженер                                       |
| 14                                                      | Федотова Ольга Вікторівна       | 03.11.2010            | вища               | член Соціалістичної партії України            | Ярославська загальноосвітня школа I-III ст., заст.директора     |
| 16                                                      | Степанова Євгенія Миколаївна    | 03.11.2010            | середня спеціальна | позапартійна                                  | В-риб. Буд. Інт., мол. медсестра                                |